# Kepler-36 b
Kepler-36 b est une exoplanète orbitant autour de l'étoile Kepler-36, elle a été découverte en 2012 par la méthode des transits. Comme la Lune avec la Terre, elle présente toujours la même face à Kepler 36.[réf. nécessaire]